# Berceni (Bucarest)
Berceni es uno de los barrios integrados dentro del Sector 4 de Bucarest, Rumanía. Se localiza en la zona sur de la capital rumana. Geográficamente, tiene una forma trapezoidal. Limita al norte con la calle Oltenitei y al sur con la calle Turnu Magurele. Construido durante la década de 1960, es un barrio de clase obrera típico de la era comunista, con pocos espacios verdes y lugares de interés cultural. Tiene una población de aproximadamente 110.000 personas.
Se cree que el nombre de Berceni procede del nombre de los húsares húngaros de Miklós Bercsényi que participaron en los conflictos de la guerra húngara de Kuruc en tiempos del príncipe húngaro Francis II Rákóczi (a principios del siglo XVIII), y que se instalaron en este barrio de Bucarest.
No se ha de confundir este barrio con la población del mismo nombre, Berceni, que se encuentra ubicada al sur de Bucarest.
- Datos: Q2612157
- Multimedia: Berceni, Bucharest / Q2612157